# گمینا پاکوسواویتسه
گمینا پاکوسواویتسه (به لهستانی:  Gmina Pakosławice) یک گمینا در لهستان است که در شهرستان نسا واقع شده‌است. گمینا پاکوسواویتسه ۷۴٫۰۳ کیلومتر مربع مساحت و ۳٬۸۹۹ نفر جمعیت دارد.